# Artiste du peuple de l'URSS
Pour un article plus général, voir Titres honorifiques, ordres, décorations et médailles de l'Union soviétique.
 (février 2025).
Si vous disposez d'ouvrages ou d'articles de référence ou si vous connaissez des sites web de qualité traitant du thème abordé ici, merci de compléter l'article en donnant les références utiles à sa vérifiabilité et en les liant à la section « Notes et références ».

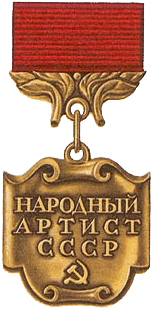
Médaille d'artiste du peuple de l'URSS.

Le titre d’artiste du peuple de l'URSS (en russe : Народный артист СССР), quelquefois traduit par artiste national de l'URSS ou artiste du peuple de l'Union soviétique, est un titre honorifique décerné aux personnes du domaine de la culture ayant fait un apport remarquable au développement du théâtre, du cinéma ou de la musique en Union soviétique.

## Historique
Ce titre est établi le 6 septembre 1936 par décret du Comité exécutif central de l'URSS et adopté le 13 janvier 1937.
La décoration a été décernée pour la première fois en septembre 1936. Les treize premières personnes à devenir « artiste du peuple » sont Kulyash Baiseitova, Constantin Stanislavski, Vladimir Nemirovitch-Dantchenko, Vassili Katchalov, Ivan Moskvine, Ekaterina Kortchaguina-Alexandrovskaïa, Maria Blumenthal-Tamarina, Antonina Nejdanova, Boris Chtchoukine, Maria Litvinenko-Wohlgemuth, Panas Saksaganski, Akaki Vassadze, Akaki Khorava et Kouliach Baïsseïtova.
Jusqu'à la dislocation de l'Union soviétique, 1 007 personnes ont été décorées de ce titre. Les dernières personnes à l'obtenir sont Sofia Piliavskaïa et Oleg Yankovski en 1991.

## Signification et nomenclature

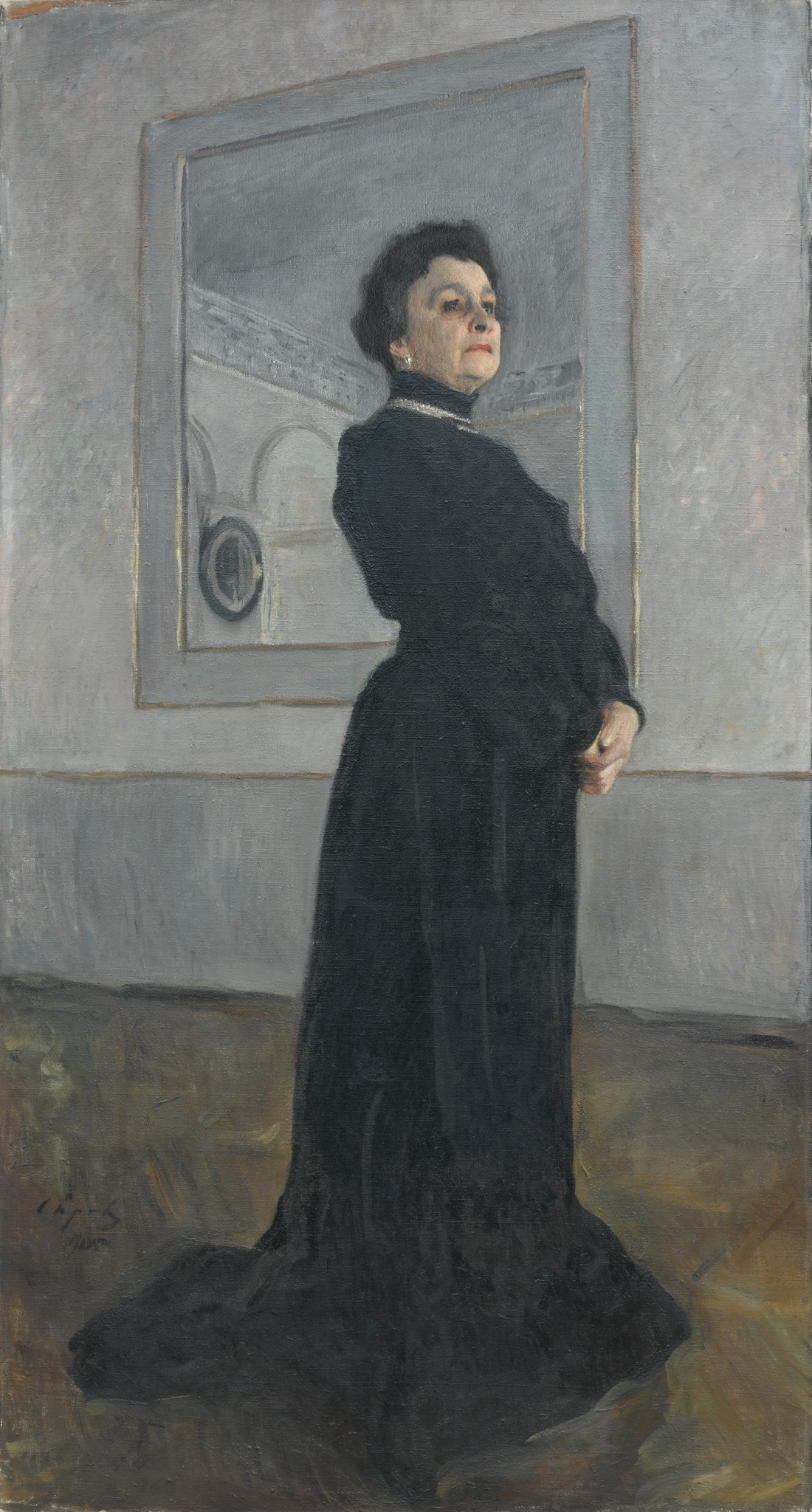
Portrait de Maria Iermolova, récipiendaire de la distinction.

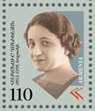
Haykanoush Danielyan, première chanteuse arménienne à avoir reçu ce prix, en 1939.

### Signification
Ce terme traduit deux titres russes : Народный артист СССР (au féminin Народная артистка СССР), récompensant les artistes du spectacle vivant et Народный художник СССР pour les arts visuels.

### Nomenclature
Chaque république socialiste soviétique, avait un prix similaire qui présélectionnait les candidats au plus haut titre d'artiste du peuple de l'URSS.
- République socialiste fédérative soviétique de Russie, en russe : Народный артист РСФСР
- République socialiste soviétique d'Ukraine, Народний артист Української РСР
- République socialiste soviétique de Biélorussie, Народны артыст Беларускай ССР
- République socialiste soviétique du Kazakhstan, Қазақ КСР-ң халық әртісі
- République socialiste soviétique de Géorgie, en géorgien : საქართველოს სსრ სახალხო არტისტი
- République socialiste soviétique d'Azerbaïdjan, en russe : Азәрбајҹан ССР халг артисти
- République socialiste soviétique de Lituanie, en lituanien : Lietuvos TSR liaudies artistas
- République socialiste soviétique de Moldavie, en russe : артист ал попорулуй дин РСС Молдовеняскэ
- République socialiste soviétique de Lettonie, en letton : Latvijas PSR Tautas mākslinieks
- République socialiste soviétique du Kirghizistan, en russe : Кыргыз ССР эл артисти
- République socialiste soviétique d'Estonie, Eesti NSV rahvakunstnik

### Exemples
Sofia Rotaru, par exemple, est nommée « artiste distinguée de la république socialiste soviétique d'Ukraine » en 1973, « artiste du peuple de la RSS d'Ukraine » en 1976, « artiste du peuple de la RSS de Moldavie » en 1983 puis finalement « artiste du peuple de l'URSS » en 1988, première femme chanteuse de musique pop récompensée par ce titre. Il n'est pas possible de devenir « artiste du peuple de l'URSS » sans avoir reçu le même titre dans la RSS.
Exceptionnellement, Muslim Magomayev, en raison de son immense popularité, est décoré de ce titre en 1973 sans avoir auparavant été « artiste du peuple de la RSS d'Azerbaïdjan ». Il est aussi l'une des plus jeunes personnes à l'obtenir — il avait à l'époque seulement 31 ans.

## Description
Le titre est attribué sur proposition du ministère de la Culture, du Comité d'État du cinéma, de l'Union des compositeurs de l'URSS et plus tard du Comité d'État de la télévision et de la radio.
À l'origine, ce titre n'est destiné qu'aux chanteurs d'opéra, artistes de ballet et de théâtre (Ismayil Osmanli). Plus tard il est décerné aussi aux acteurs de cinéma (par exemple, Nikolai Tcherkassov), compositeurs (Dmitri Chostakovitch, Aram Khatchatourian...), instrumentistes (Emil Guilels, David Oïstrakh...), chanteurs populaires (Muslim Magomayev, Alla Pougatcheva) et artistes de cirque (Oleg Popov).
Normalement, la personne appelée à devenir « artiste du peuple de l'URSS » doit être âgée de plus de 40 ans mais il existe des exceptions, comme la danseuse de ballet Nadejda Pavlova qui a obtenu ce titre à l'âge de 28 ans.

## Arts visuels
Le titre de Народный художник СССР (en français : « peintre du peuple de l'URSS ») récompense certaines réalisations exceptionnelles des arts visuels : peinture, sculpture, dessin et photographie.

## Autres professions honorées
- Architecture : Народный архитектор СССР (Architecte du peuple de l'URSS)
- Littérature : Народный писатель СССР (Écrivain du peuple de l'URSS)
- Éducation : Народный учитель СССР (Enseignant du peuple de l'URSS)
- Médecine : Народный врач СССР (Médecin du peuple de l'URSS)